# 井上晴哉
井上 晴哉（いのうえ せいや、1989年7月3日 - ）は、広島県広島市東区出身の元プロ野球選手（内野手、右投右打）。

## 経歴

### プロ入り前
出生時の体重は約5,200グラムとビッグサイズであった。3歳から野球を始め、小学校時は軟式野球「温品ヤングウルフクラブ」、広島市立福木中学校時には「広島スターズ」に所属。
崇徳高等学校では1年秋から4番を務め、第88回全国高等学校野球選手権大会の全国高等学校野球選手権広島大会では、準決勝で吉川光夫や野村祐輔、小林誠司らを擁する広陵高校を下すが準優勝に終わった。高校通算31本塁打も甲子園出場はなし。
中央大学に進学後、東都大学野球リーグで活躍し2年秋に打率.359で首位打者を獲得、ベストナインに選出される。3年春は最多打点（15打点）を叩きだしベストナインに選ばれた。また2年春から3年秋までは3シーズン連続で打率4割を超え、3年秋には5割を記録。この活躍により第5回世界大学野球選手権大会の代表選手に選出され、3試合に出場。東都大学野球一部リーグでの通算成績は、88試合出場で打率.285、本塁打9本。2部1季は13試合44打数13安打、本塁打3、9打点、打率.295。
中央大学卒業後は日本生命に入社。1年目は主に5番を任され第38回社会人野球日本選手権大会では打率.545と活躍し、指名打者の優秀選手にも選出された。社会人2年目には、4番を任されるようになり、都市対抗近畿予選では13打数7安打8打点で打率.538と好成績を残したが、チームは本戦1回戦の対三菱日立パワーシステムズ戦で敗退した。中国の天津で開催された2013年東アジア競技大会では日本代表に選出、打線の中軸として主に5番を任された。決勝戦の対韓国戦では3安打を打ち、全7試合に出場し打率.429を記録して日本の金メダル獲得に貢献する活躍をみせた。第39回社会人野球日本選手権大会では1回戦の対セガサミー戦で内野安打を含む4打数2安打1打点、2回戦・JFE東日本戦で右中間への本塁打や適時打を打つなどの活躍も見せたが、チームは敗戦した。「2013年度社会人野球表彰」では、一塁手部門のベストナインに選出（初受賞）、19試合出場25打点の成績で最多打点賞を受賞したほか「大阪府野球連盟ベストナイン」にも一塁手部門で選出された。
2013年10月24日に行われたドラフト会議では、千葉ロッテマリーンズから5位指名を受け、11月25日に大阪市内の日本生命にて仮契約を結び「とにかく日本一になりたいです。そのために1年目から一軍戦力として活躍して、日本一に貢献したいです」と抱負を語った。契約金5000万円、年俸1200万円（推定）、背番号は44。

### ロッテ時代
2014年、ドラフト時に公称110kgとしていた体重が、入寮時には115kgになっていた。これは1年目の元中日ドラゴンズ・中田亮二と並ぶ日本人選手の最重量である。2月12日、キャンプ後初の紅白戦において、白組の「4番・一塁手」として先発出場し、3打数2安打2打点のデビュー。7回に右中間へ打った打球が守備の乱れで返球が遅れ、井上いわくフェンスのある球場では人生初、同時にプロ初本塁打となるランニング本塁打を記録。オープン戦を通じて好調を維持し、15試合で46打数20安打、打率.435、2本塁打の成績でドラフト制導入後初となる新人でのオープン戦首位打者になった。3月28日に行われた福岡ソフトバンクホークスとの開幕戦（福岡ヤフオク!ドーム）では、球団では毎日時代の1950年、戸倉勝城以来の64年ぶりの新人による開幕4番として指名打者で先発出場。プロ初打席は、攝津正から三ゴロに終わり、この試合では無安打に終わった。4月4日の対北海道日本ハムファイターズ戦（QVCマリンフィールド）の第2打席に左中間へ適時二塁打を打ち、開幕から12打席目でプロ入り初安打と初打点を記録。4月11日に、本拠地・QVCマリンフィールドの飲食店にて「井上晴哉満腹丼」が発売された。4月12日の対東北楽天ゴールデンイーグルス戦（QVCマリン）の2回裏に塩見貴洋からバックスクリーン直撃のプロ入り初本塁打を記録。しかし、ここまで19試合で打率.204、1本塁打、6打点と、開幕から成績は低迷。出場機会も減少し、5月2日に二軍へ降格した。7月17日のフレッシュオールスターゲームでは20年ぶりとなる1試合2本塁打など、3安打3打点の活躍でMVPを獲得している。このときに優秀選手賞を受賞した山川穂高と奥浪鏡も井上と同じく体重100kgを超える体格だったことから「重量級3兄弟」などと呼ばれ話題となった。
2015年は、開幕前の3月4日に結婚を発表した。開幕を二軍で迎えると、シーズンを通してほとんどを二軍で過ごし、一軍では5試合の出場にとどまった。
2016年は開幕一軍入りし、3月25日に行われた北海道日本ハムファイターズとの開幕戦（QVCマリン）では「6番・一塁手」で先発出場。第1打席に大谷翔平から二塁打を打った。しかし、その後は調子を落とし、4月25日に一軍登録抹消。5月20日、イースタン・リーグの対北海道日本ハムファイターズ戦で、イースタン・リーグ史上8人目となるサイクル安打を達成。イースタン・リーグでは規定打席に45不足するも打率.342を記録、例外規定により首位打者となった。
2017年は、3月31日に行われたソフトバンクとの開幕戦（ヤフオクドーム）に「7番・一塁手」として先発出場。開幕15試合は打率.291、7打点と好調を維持したが、その後は調子を落とし、5月5日に登録抹消された。8月1日に再登録されたが、翌日の試合で左膝を痛め、同3日に再び登録抹消となった。9月27日に復帰すると、10月5日の楽天戦（ZOZOマリンスタジアム）では、9回裏二死二・三塁から髙濱卓也の代打として登場。プロ入り後初のサヨナラ打となる遊撃への内野安打を打った。契約更改では、現状維持の年俸1350万円（金額は推定）でサイン。
2018年は、3月30日に行われた楽天との開幕戦（ZOZOマリン）では、ルーキーだった2014年以来4年ぶりの「開幕4番」となる「4番・一塁手」として先発出場を果たした。同日は1安打のみで打点はなくチームは敗れたが、翌31日にはプロ入り後初となる2打席連続本塁打を打ち、2安打2打点の活躍で井口資仁新監督に初勝利をもたらした。前年まで、春先は猛打を振るうも徐々に調子を落とし、結局シーズンの大半を二軍で過ごす年が多かったことから、この日のヒーローインタビューでは「春男、脱却します!」と宣言した。しかし、5月11日には角中勝也に4番の座を譲り、交流戦前には打率.235まで落とすなど、5月は月間打率.208と低迷。6月13日には扁桃炎で登録抹消となった。同23日に復帰し、同日の埼玉西武ライオンズ戦（ZOZOマリン）で今井達也からプロ入り後初の満塁本塁打を放つと、翌24日には二塁打を放てばサイクル安打達成という第4打席に2打席連続となる本塁打を打ち「サイクル超え」の活躍を見せた。7月は月間打率.400、7本塁打、23打点の活躍で、自身初となる月間MVPを受賞。9月8日の西武戦（メットライフドーム）では、1か月ぶりとなる20号本塁打を打った。日本人打者の20本塁打は、球団では2013年の井口以来5年ぶりとなった。7月9日からは4番打者を務め続け、最終的に自己最多の133試合に出場。打率.292、24本塁打、99打点と自己最高の成績を残し、チーム内では三冠王となった。オフには270%増となる年俸5000万円（金額は推定）で契約を更改した。
2019年は、3月29日に行われた楽天との開幕戦（ZOZOマリン）に、2年連続で「4番・一塁手」として先発出場。しかし、開幕7試合で打率.043と苦しみ、4月6日に二軍降格。4月23日に一軍復帰すると、同25日の西武戦（ZOZOマリン）でシーズン初本塁打を打った。一塁のスタメンを鈴木大地に譲り、自らは指名打者として先発出場することもあったがコンスタントに本塁打を重ね、8月22日の楽天戦（東京ドーム）では、2年連続となる20号本塁打を放った。ロッテの打者が2年連続20本塁打を達成したのは、2001〜2002年のデリック・メイ以来、日本人に限れば1998年〜2000年の初芝清以来となった。最終的に129試合に出場し、本塁打は前年と同じ24本であったが、打率.252、65打点は前年の成績を下回った。契約更改では、前年から500万円増となる年俸5500万円（金額は推定）でサイン。シーズンオフにはTBSの番組『ジョブチューン』で、自身のニックネーム「アジャ」の由来となっているアジャコングと共演し、本塁打王になることを約束した。
2020年は、6月19日に行われたソフトバンクとの開幕戦（福岡PayPayドーム）に「7番・一塁手」で出場。5年連続の開幕スタメンとなった。6月21日の開幕カード3戦目では、新人の津森宥紀から満塁本塁打を放ち、中央大学の先輩で、この年からロッテに加入した美馬学の移籍後初勝利に貢献するなど、開幕10試合は打率.393、1本塁打、8打点、出塁率.526と好調を維持。7月28日の楽天戦（ZOZOマリン）では自身初めての1試合3本塁打を放った。1試合3本塁打は、球団では2013年4月8日のジョシュ・ホワイトセル以来7年ぶり、日本人に限ると1990年8月18日の初芝清以来30年ぶりとなった。球団の日本人がマリンスタジアムで1試合3発を放ったのは史上初。8月7日のオリックス戦（京セラドーム）では左翼席へ10号本塁打を打ち、3年連続2桁本塁打を達成。しかし、8月21日のソフトバンク戦（ZOZOマリン）で12号本塁打を打って以降調子を落とし、9月は月間打率.235、0本塁打、11打点と苦しんだ。10月7日のオリックス戦（ZOZOマリン）で約1か月半ぶりの13号本塁打を打ったが、同6日から同11日の5試合では20打席で11三振を喫するなど調子が上がらなかった。その中で迎えた同13日の楽天戦（ZOZOマリン）では自身3度目となるサヨナラ打を打ち「期待に応えられなくて」「どうしても応えたくて」と涙を流した。このサヨナラ打で「月間サヨナラ賞」「スカパー! ドラマティック・サヨナラ賞年間大賞」を初受賞した。しかし、その後も調子は上がらず、10・11月は打率.176、3本塁打、8打点と苦しみながらシーズンを終えた。最終的に113試合に出場し、打率.245、15本塁打、67打点の成績を残した。一塁手としては107試合に出場し、リーグで唯一規定試合数の80試合に到達した。クライマックスシリーズ第1戦には「5番・一塁手」として出場。6回に同点に追いつかれる痛恨の失策を犯し、翌日の第2戦はスタメンから外れた。契約更改では、前年からダウンの5200万円（金額は推定）でサインした。
2021年、6月2日の中日ドラゴンズ戦での守備中にダイビングキャッチをした際に右手首を痛め、翌6月3日に登録を抹消された。以降は、一軍に再登録されることなく、10月29日に右手関節三角繊維軟骨の縫合手術を受けた。実戦復帰まで5か月程度かかると発表される。契約更改では、前年度からダウンの年俸4200万円（金額は推定）でサインした。
2022年は、シーズン当初は前年の怪我のリハビリに専念。6月14日のファーム公式戦で実践復帰する。7月6日に一軍昇格した後は、7月25日に新型コロナウイルス感染に伴い登録抹消（31日に再登録）を除くとシーズン終了まで一軍に帯同。山口航輝や佐藤都志也ら若手選手と併用されながら一塁手として60試合に出場し、打率.246、7本塁打、34打点の成績を残した。契約更改では、前年から現状維持となる年俸4200万円（金額は推定）でサインした。
2023年は、3月31日に行われたソフトバンクとの開幕戦（福岡PayPayドーム）に「4番・一塁手」で出場。4月19日の日本ハム戦では伊藤大海からこのシーズン初の本塁打を放ったものの、シーズン通して調子が上がらず、一軍定着には至らなかった。二軍では66試合の出場で打率.293、7本塁打、31打点の成績を残したが、一軍では32試合の出場で打率.179、1本塁打、8打点と結果を残せなかった。11月20日の契約更改では前年度から1000万円減の年俸3200万円でサインした。
2024年は一軍出場はゼロ。二軍では79試合に出場し41安打、4本塁打、22打点。10月21日に現役引退を表明した。

### 現役引退後
2025年1月6日、ロッテの球団本部に入社し、BtoB本部法人営業部第2営業グループに配属された。
2025年6月11日の対広島カープ2回戦の始球式でサプライズ登場。現役時代の背番号44を着用し、マウンドからノーバウンドのストライク投球を披露した。

## 選手としての特徴・人物
恵まれた体格を活かしたパワフルな長打力と広角に打ち分ける技術を兼ね備えており、日本生命時代に磨きを掛けた右方向への柔らかさのある打撃は特に評価されている。バットは重さ930g、長さ87cmと、プロ野球界でも巨大とされるものを使用している。
中央大学時代は高橋善正監督からのアドバイスもあり三塁手にも挑戦したが、守備の負担増からの打撃不振もあって一塁手に専念。社会人時代は指名打者で出場することも多かったが、ハンドリングの良いグラブさばきと大柄な体格でもしっかりと動ける守備には定評があった。
遠投95m、50m走6秒8、ベース1周16秒、握力=右70kg・左56kg、背筋力=200kg。走力が課題で2014年2月、新人合同自主トレのメニューの一つ、強化走「150mを30秒以内で5セット」のメニューを5セットすべてタイムオーバーとなっている。
愛称は「アジャ」。女子プロレスラーのアジャコングに似ていることから、日本生命在籍時の監督である花野巧が命名した。アジャコングとはバラエティ番組『ジョブチューン アノ職業のヒミツぶっちゃけます!』（TBSテレビ）で共演している。崇徳高等学校在籍時はボブ・サップと呼ばれていた。
2018・2019年は本塁打を打った後、ロッテのお菓子である乳酸菌ショコラを受け取るパフォーマンスを行っていたが、2020年は勝ち力士の手刀をイメージした「ごっちゃし」パフォーマンスを行い、本塁打談話では「決まり手」を言うのがお決まりとなっている。
落合博満の打撃スタイルに憧れている。

## 詳細情報

### 年度別打撃成績
| 年 度      | 球 団      | 試 合 | 打 席 | 打 数 | 得 点 | 安 打 | 二 塁 打 | 三 塁 打 | 本 塁 打 | 塁 打 | 打 点 | 盗 塁 | 盗 塁 死 | 犠 打 | 犠 飛 | 四 球 | 敬 遠 | 死 球 | 三 振 | 併 殺 打 | 打 率 | 出 塁 率 | 長 打 率 | O P S |
| ---------- | ---------- | ----- | ----- | ----- | ----- | ----- | -------- | -------- | -------- | ----- | ----- | ----- | -------- | ----- | ----- | ----- | ----- | ----- | ----- | -------- | ----- | -------- | -------- | ----- |
| 2014       | ロッテ     | 36    | 104   | 95    | 9     | 20    | 4        | 0        | 2        | 30    | 7     | 0     | 0        | 0     | 1     | 6     | 0     | 2     | 23    | 1        | .211  | .269     | .316     | .585  |
| 2015       | ロッテ     | 5     | 12    | 11    | 0     | 2     | 0        | 0        | 0        | 2     | 0     | 0     | 0        | 0     | 0     | 1     | 0     | 0     | 1     | 1        | .182  | .250     | .182     | .432  |
| 2016       | ロッテ     | 35    | 107   | 99    | 7     | 23    | 5        | 0        | 2        | 34    | 16    | 0     | 0        | 0     | 0     | 5     | 0     | 3     | 19    | 6        | .232  | .290     | .343     | .633  |
| 2017       | ロッテ     | 35    | 119   | 113   | 5     | 26    | 7        | 0        | 0        | 33    | 11    | 0     | 0        | 0     | 0     | 5     | 0     | 1     | 26    | 2        | .230  | .269     | .292     | .561  |
| 2018       | ロッテ     | 133   | 548   | 476   | 59    | 139   | 26       | 2        | 24       | 241   | 99    | 1     | 0        | 0     | 6     | 63    | 0     | 3     | 106   | 7        | .292  | .374     | .506     | .880  |
| 2019       | ロッテ     | 129   | 509   | 429   | 60    | 108   | 16       | 1        | 24       | 198   | 65    | 0     | 0        | 0     | 3     | 67    | 1     | 9     | 98    | 10       | .252  | .362     | .462     | .824  |
| 2020       | ロッテ     | 113   | 447   | 376   | 44    | 92    | 11       | 0        | 15       | 148   | 67    | 0     | 0        | 0     | 4     | 59    | 2     | 8     | 93    | 11       | .245  | .356     | .394     | .749  |
| 2021       | ロッテ     | 23    | 53    | 51    | 1     | 10    | 1        | 0        | 1        | 14    | 6     | 0     | 0        | 0     | 0     | 1     | 0     | 1     | 8     | 4        | .196  | .226     | .275     | .501  |
| 2022       | ロッテ     | 60    | 232   | 199   | 23    | 49    | 14       | 0        | 7        | 84    | 34    | 0     | 0        | 0     | 2     | 29    | 0     | 2     | 54    | 2        | .246  | .345     | .422     | .767  |
| 2023       | ロッテ     | 32    | 106   | 95    | 3     | 17    | 6        | 0        | 1        | 26    | 8     | 1     | 0        | 0     | 1     | 9     | 0     | 1     | 24    | 2        | .179  | .255     | .274     | .528  |
| 通算：10年 | 通算：10年 | 601   | 2237  | 1944  | 211   | 486   | 90       | 3        | 76       | 810   | 313   | 2     | 0        | 0     | 17    | 245   | 3     | 30    | 452   | 46       | .250  | .340     | .417     | .757  |

### 年度別守備成績
| 年 度 | 球 団  | 一塁  | 一塁  | 一塁  | 一塁  | 一塁  | 一塁     |
| 年 度 | 球 団  | 試 合 | 刺 殺 | 補 殺 | 失 策 | 併 殺 | 守 備 率 |
| ----- | ------ | ----- | ----- | ----- | ----- | ----- | -------- |
| 2014  | ロッテ | 20    | 126   | 9     | 2     | 18    | .985     |
| 2015  | ロッテ | 3     | 28    | 3     | 0     | 1     | 1.000    |
| 2016  | ロッテ | 30    | 217   | 13    | 1     | 26    | .996     |
| 2017  | ロッテ | 31    | 238   | 20    | 1     | 20    | .996     |
| 2018  | ロッテ | 125   | 1120  | 84    | 10    | 83    | .992     |
| 2019  | ロッテ | 70    | 538   | 35    | 3     | 42    | .995     |
| 2020  | ロッテ | 107   | 893   | 69    | 5     | 70    | .995     |
| 2021  | ロッテ | 19    | 115   | 5     | 2     | 9     | .984     |
| 2022  | ロッテ | 54    | 419   | 47    | 0     | 27    | 1.000    |
| 2023  | ロッテ | 22    | 153   | 12    | 2     | 16    | .988     |
| 通算  | 通算   | 481   | 3847  | 297   | 26    | 312   | .994     |

- 各年度の太字はリーグ最高

### 表彰
- 月間MVP：1回（打者部門：2018年7月）
- スカパー! ドラマティック・サヨナラ賞年間大賞：1回（2020年）
- 月間サヨナラ賞：1回（2020年10・11月）
- フレッシュオールスターゲームMVP：1回（2014年）

### 記録
初記録
- 初出場・初先発出場：2014年3月28日、対福岡ソフトバンクホークス1回戦（福岡ヤフオク!ドーム）、「4番・指名打者」で先発出場
- 初打席：同上、1回表に攝津正から三塁ゴロ
- 初安打・初打点：2014年4月4日、対北海道日本ハムファイターズ1回戦（QVCマリンフィールド）、4回裏に吉川光夫から左前適時二塁打
- 初本塁打：2014年4月12日、対東北楽天ゴールデンイーグルス2回戦（QVCマリンフィールド）、2回裏に塩見貴洋から中越ソロ
- 初盗塁：2018年4月28日、対北海道日本ハムファイターズ4回戦（ZOZOマリンスタジアム）、1回裏に二盗（投手：有原航平、捕手：清水優心）

### 背番号
- 44（2014年[12] - 2024年）

### 登場曲
- 「with you」ゆず（2014年 - 2018年）[82]
- 「うたエール」ゆず（2018年 - ）[注 2]